# Louis Barral
Louis Barral (1910-1999) fue un lexicógrafo monegasco. Fue coautor, junto con Suzanne Simone, del Diccionario Francés-Monegasco (1983). Este trabajo complementa al Diccionario Francés-Monegasco de Louis Frolla (1963).
El diccionario y otros trabajos han contribuido al florecimiento de la literatura en la lengua monegasca.
Louis Barral fue también un notable historiador local de Mónaco.